# Astroloba foliolosa
Astroloba foliolosa (укр. Астролоба фоліолоза, астролоба листочкова) — сукулентна рослина роду астролоба (Astroloba) підродини асфоделеві (Asphodelaceae).

## Ареал

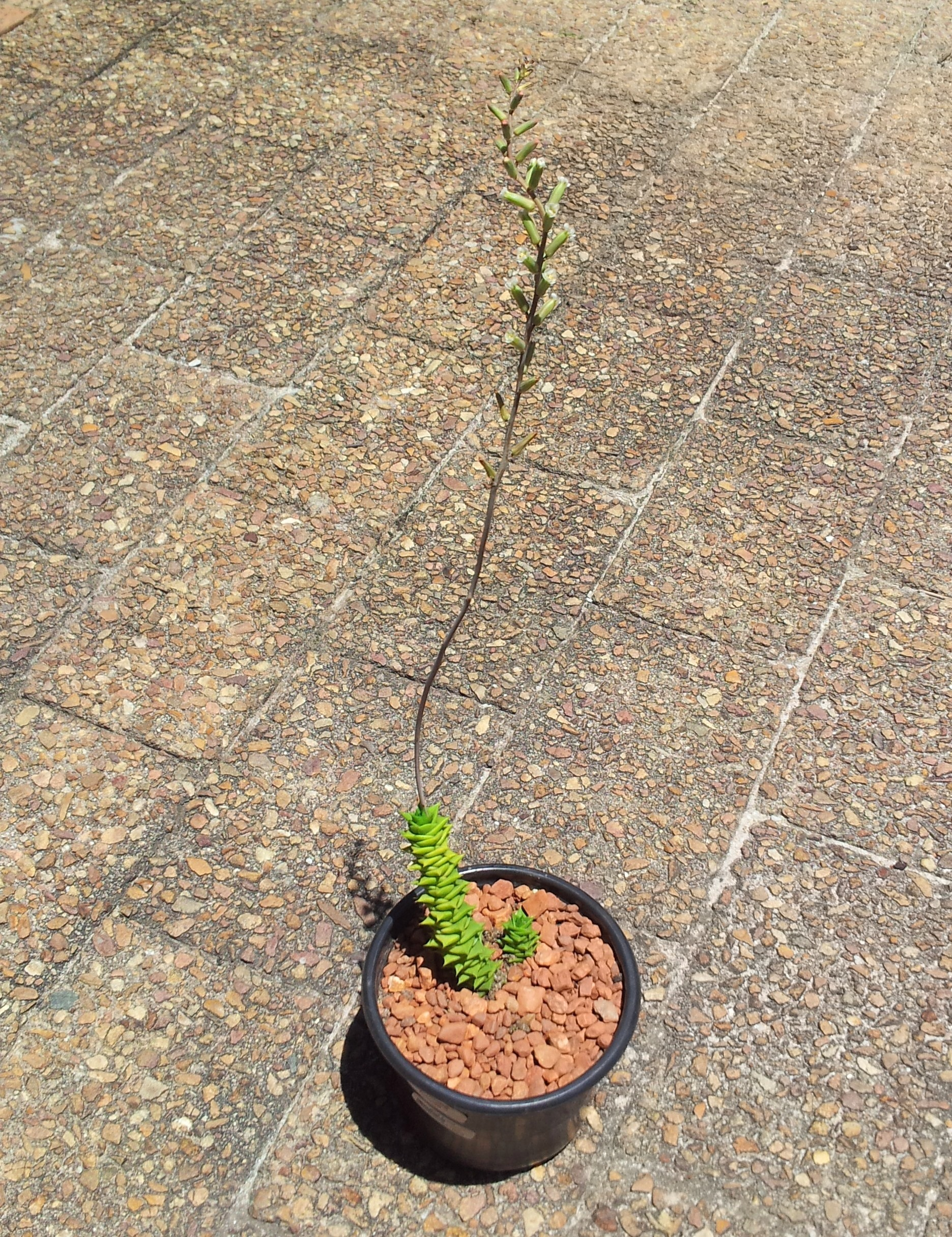
Astroloba foliolosa з квітконосом

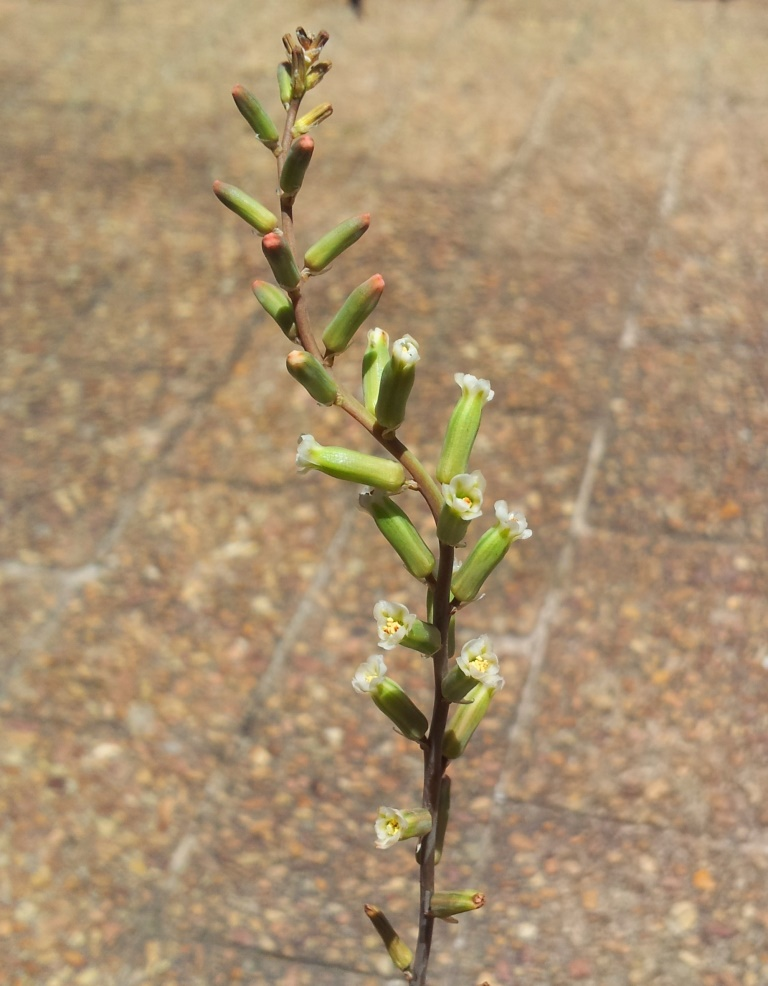
Квіти Astroloba foliolosa

Південно-Африканська Республіка (Східна Капська провінція). 

## Біологічний опис
Цей вид походить зі Східної Капської провінції Південно-Африканської Республіки, де його легко сплутати з Haworthia viscosa. Ця астролоба має невеликі, кремезні листя і тонке стебло заввишки 15-30 см, яке розгалужується від основи. Квіти дуже схожі на квіти Haworthia. Росте на висоті 100—1500 м над рівнем моря.

## Умови зростання
Не переносить морозу. Місце розташування — напівтінь або тінь. Помірний полив, добрий дренаж.